# Przedsięwzięcie
Przedsięwzięcie – ogólne określenie jakiegoś projektu lub działania podjętego w jakimś celu lub jakiegoś zamysłu, którego wynikiem są konkretne działania, np. działania inwestycyjne jako przedsięwzięcie inwestycyjne lub np. przedsięwzięcie termomodernizacyjne – jako opis działania mającego na celu osiągnięcie oszczędności energii w budynkach.